# Nephrotoma suturalis wulpiana
Nephrotoma suturalis wulpiana is een tweevleugelige uit de familie langpootmuggen (Tipulidae). De soort komt voor in het Nearctisch, Neotropisch en Australaziatisch gebied.